# Chiesa di San Lorenzo Martire (Rivignano Teor)
La chiesa di San Lorenzo Martire, nota anche come duomo di San Lorenzo Martire, è la parrocchiale di Rivignano, in provincia ed arcidiocesi di Udine; fa parte della forania della Bassa Friulana.

## Storia
Si sa che la chiesa di Rivignano divenne parrocchiale nel 1492. Le chiese di Rivignano e di Teor facevano allora parte della stessa parrocchia e il curato doveva risiedere alternativamente in uno dei due paesi. Questa situazione durò fino al 1850, quando anche Teor divenne parrocchia autonoma.
All'inizio del XX secolo l'antica chiesetta medievale era troppo angusta per poter soddisfare tutti i bisogni della popolazione e, così, nel 1903 dei signorotti locali donarono 2257,50 m² per l'edificazione della nuova parrocchiale.
L'attuale duomo fu costruito a partire dal 1907 e venne consacrato il 3 dicembre 1911.

## Interno
All'interno del duomo si trovano varie opere di pregio, tra le quali ricordiamo il fonte battesimale del 1512, opera del Pilacorte, vari altari e la Via Crucis.